# Julio Mozzo
Julio Fabián Mozzo (Montevideo, Uruguay, 20 de abril de 1981) es un exfutbolista y entrenador uruguayo, jugaba volante central. Actualmente es director técnico  de Villa Española.

## Clubes

### Como futbolista
| Club                    | País      | Año       |
| ----------------------- | --------- | --------- |
| Central Español         | Uruguay   | 2000-2006 |
| Peñarol                 | Uruguay   | 2007-2009 |
| Anagennisi Karditsa     | Grecia    | 2010      |
| Independiente Rivadavia | Argentina | 2010-2011 |
| Rosario Central         | Argentina | 2011-2013 |
| Atlético Tucumán        | Argentina | 2013      |
| Douglas Haig            | Argentina | 2014      |
| Talleres                | Argentina | 2014      |
| Ferro Carril Oeste      | Argentina | 2015      |
| Fénix                   | Argentina | 2016      |
| Platense                | Argentina | 2016      |
| Progreso                | Uruguay   | 2017-2018 |
| Central Español         | Uruguay   | 2019      |
| Villa Española          | Uruguay   | 2020-2021 |

### Como entrenador
- Actualizado hasta el 15 de mayo de 2022.

| Club           | País    | Año   | PJ | PG | PE | PP | GF | GC | DIF | EF%   |
| -------------- | ------- | ----- | -- | -- | -- | -- | -- | -- | --- | ----- |
| Villa Española | Uruguay | 2021- | 31 | 4  | 8  | 19 | 31 | 62 | -31 | 21.5% |